# Campeonato de Futsal de la OFC 2010
El Campeonato de Futsal de la OFC 2010 se llevó a cabo en Suva, Fiyi del 8 al 14 de agosto y contó con la participación de 7 selecciones mayores de Oceanía.
Islas Salomón, campeón de las dos ediciones anteriores, retuvo el título tras ser quien hizo más puntos durante el torneo.

## Resultados
| País            | J | G | E | P | GF | GC | GD  | Pts |
| --------------- | - | - | - | - | -- | -- | --- | --- |
| Islas Salomón   | 6 | 6 | 0 | 0 | 59 | 16 | +43 | 18  |
| Fiyi            | 6 | 4 | 0 | 2 | 24 | 16 | +8  | 12  |
| Nueva Zelanda   | 6 | 4 | 0 | 2 | 26 | 21 | +5  | 12  |
| Vanuatu         | 6 | 3 | 0 | 3 | 21 | 22 | -1  | 9   |
| Nueva Caledonia | 6 | 2 | 0 | 4 | 25 | 29 | -4  | 6   |
| Tahití          | 6 | 2 | 0 | 4 | 12 | 14 | -6  | 6   |
| Tuvalu          | 6 | 0 | 0 | 6 | 7  | 53 | -46 | 0   |

| Equipo 1        | Resultado | Equipo 2        |
| --------------- | --------- | --------------- |
| Tuvalu          | 1-7       | Vanuatu         |
| Islas Salomón   | 9-2       | Nueva Caledonia |
| Fiyi            | 2-0       | Tahití          |
| Vanuatu         | 5-4       | Nueva Caledonia |
| Tuvalu          | 0-4       | Tahití          |
| Islas Salomón   | 8-4       | Nueva Zelanda   |
| Nueva Caledonia | 2-3       | Tahití          |
| Vanuatu         | 2-3       | Nueva Zelanda   |
| Tuvalu          | 1-5       | Fiyi            |
| Tahití          | 1-2       | Nueva Zelanda   |
| Fiyi            | 6-2       | Nueva Caledonia |
| Vanuatu         | 3-8       | Islas Salomón   |
| Nueva Zelanda   | 6-4       | Fiyi            |
| Tahití          | 2-6       | Islas Salomón   |
| Nueva Caledonia | 9-2       | Tuvalu          |
| Islas Salomón   | 7-3       | Fiyi            |
| Nueva Zelanda   | 7-1       | Tuvalu          |
| Tahití          | 2-4       | Vanuatu         |
| Islas Salomón   | 21-2      | Tuvalu          |
| Vanuatu         | 0-4       | Fiyi            |
| Nueva Zelanda   | 4-6       | Nueva Caledonia |

## Campeón
| Campeonato de Futsal de la OFC 2010 |
| ----------------------------------- |
| Bandera de Islas Salomón            |
| Islas Salomón 3º Título             |